# Intentions
Intentions is een nummer van de Canadese zanger Justin Bieber met de Amerikaanse rapper Quavo van het hiphoptrio Migos. Het nummer werd uitgebracht op 7 februari 2020 als tweede single van Biebers vijfde studioalbum Changes. Dit is hun derde samenwerking, eerder werkten ze samen aan I'm the One ', en aan het nummer ' No Brainer ' in 2018. Bieber zong het nummer voor het eerst met Quavo tijdens Saturday Night Live op 8 februari 2020. Hij bracht er ook Yummy. Ook werd het nummer live gebracht op 4 maart 2020 tijdens The Ellen DeGeneres Show. Op 19 maart 2020 bracht Bieber een akoestische versie van het nummer uit, zonder Quavo.

## Videoclip
De videoclip ging dezelfde dag van het nummer in première op het YouTube- kanaal van Bieber.